# Villa Blanca
Villa Blanca is een landhuis in  neoclassicistische stijl aan de Tilburgseweg in Goirle (Noord-Brabant), gebouwd in 1915. Het werd in 2001 aangewezen als rijksmonument.
Het landgoed, inclusief het landhuis met villa-tuin en het aangrenzende parkgedeelte, is een representatieve uitdrukking van de sociaaleconomische ontwikkeling in de regio Tilburg van begin 20e eeuw. Villa Blanca illustreert de late toepassing van neoclassicisme als symbool van welvaart in de vroege 20e eeuw en staat symbool voor de ontwikkeling van de stad en het dorp. Daarnaast heeft het landhuis zowel architectuurhistorische als typologische zeldzaamheid, waarmee het bijdraagt aan het aanzien van het dorp.

## Geschiedenis
Villa Blanca werd in 1915 opgericht in opdracht van textielfabrikant Frans Mutsaerts. Oorspronkelijk gesitueerd in Tilburg, stond Mutsaerts bekend om zijn fabriek, die anno 2024 dienstdoet als garage. De villa was het resultaat van een samenwerking tussen de aannemers Vekemans uit Goirle en J. van der Weegen uit Tilburg, en werd gerealiseerd naar het ontwerp van architect W.F.J.H. Bouman, actief in Tilburg en Breda. Een significante uitbreiding vond plaats in 1919, toen een grote veranda aan de achterzijde van het huis werd omgevormd tot een serre. De voortuin van het landgoed, een kunstwerk op zich, is een creatie van architect Albert Lejeune uit Tilburg.
Na verschillende bestemmingen tijdens en na de Tweede Wereldoorlog, inclusief een periode als ontspanningsoord voor de fraters van Tilburg en huisvesting voor commiezengezinnen, werd het landgoed uiteindelijk opgesplitst. Het landhuis met tuin kwam in particuliere handen, terwijl het parkgedeelte overging naar de gemeente en in bruikleen is bij de Golfclub Goirle.
In 2001 kregen de villa en de parkaanleg eromheen onafhankelijk status als rijksmonument.
In 2006 werd het landhuis verkocht, waarna het huis nog enkele malen van eigenaar wisselde. Diverse plannen om het huis een nieuwe bestemming te geven mislukten. In 2021 legde de gemeente de verbouwingswerkzaamheden van de toenmalige eigenaar stil, omdat bleek dat er geen vergunningen waren aangevraagd. Het huis werd vervolgens in 2023 verkocht aan twee ondernemers.

## Beschrijving
Het landhuis is gelegen op een zandterras, afgebakend door een U-vormige muur met balustrade aan de voorkant, en een soortgelijke, maar deels ellipsboogvormige afscheiding aan de achterkant. De trappen aan beide kanten van het huis, gemaakt van hardsteen en versierd met voluutvormige aanzetten, voegen een stijlvolle toegang toe. Een stenen verhoging bij de ingangen versterkt de majestueuze aanwezigheid van het landhuis.
Het huis zelf heeft een gevarieerde plattegrond met enkele en dubbele bouwlagen, afgedekt door zowel zadeldaken als platte daken. De voorgevel is opmerkelijk door zijn verspringende rooilijn. Het linkergedeelte, met een zadeldak en loodrecht op de straat, pronkt met een drie traveeën brede gevel, waarvan de buitenste traveeën op de verdieping risaleren en worden bekroond met frontons. Deze harmoniseren met de lijn van het zadeldak. Een balkon met balustrade, ondersteund door vier pilaren, siert de veranda. Het rechtergedeelte van het huis, gekenmerkt door platte daken, omvat zowel hoge als lage tweelaagse secties. Hier bevinden zich onder andere een kamer met dubbele openslaande deuren, een veranda, en een dakterras met een kantelenbalustrade.
De voortuin presenteert een symmetrische indeling met een toegang tussen gemetselde penanten. Het gazon, geflankeerd door een lindeboom en groepen naaldbomen, en omringd door rododendrons, wordt doorsneden door een cirkelvormige oprijlaan die subtiel over het terras loopt.
Het parkgedeelte, ontworpen door architect Copijn uit Groenekan, vormt samen met de tuin van architect Lejeune een harmonieus geheel.